# Labilidad emocional
La labilidad emocional o afecto pseudobulbar es un conjunto de alteraciones en la manifestación de la afectividad (llantos, risas inapropiadas o, en general, respuestas emocionales desproporcionadas como reacción a la afectación física).

## Enfermedades relacionadas
(lista incompleta)
- Alcoholismo
- Anemia
- Anorexia
- Ataxia
- Celiaquía[2]
- Coma mixedematoso
- Dermatitis atópica
- Diabetes
- Drogadicción
- Enfermedad del Alzheimer
- Enfermedad de Huntington
- Disautonomía familiar
- Esclerosis lateral amiotrófica
- Esclerosis múltiple
- Esquizofrenia
- Hipocalcemia
- Hipoglucemia
- Pielonefritis aguda
- Síndrome de Cushing
- Síndrome de Prader Willi
- Síndrome premenstrual
- Síndrome X frágil
- TDAH
- TEA
- Trastorno bipolar
- Trastorno esquizoafectivo
- Trastorno límite de la personalidad
- Trastorno de la personalidad por evitación
- Traumatismos craneales